# Raw to the Bone
Raw to the Bone – trzynasty album studyjny Wishbone Ash.

## Lista utworów
Album zawiera utwory:
1. Cell of Fame 4:31
2. People in Motion 3:45
3. Don't Cry 3:24
4. Love Is Blue 3:38
5. Long Live the Night 3:27
6. Rocket in My Pocket 3:41
7. It's Only Love 4:07
8. Don't You Mess 3:48
9. Dreams (Searching for an Answer) 3:25
10. Perfect Timing 3:50

## Twórcy albumu
Twórcami albumu są:
- Andy Powell – gitara, wokal
- Laurie Wisefield – gitara, wokal
- Mervyn Spence – gitara basowa, wokal
- Steve Upton – perkusja